# 伊藤直江
伊藤 直江（いとう なおえ、1829年 - 1876年）は、筑前国鞍手郡鞍手町古門出身の、江戸時代の国学者である。また、宗像大社禰宜や福岡藩学校教官でもあり、藩の教育には、特に尽力した。

## 著作
- 「桜井神庫学館創設由来所」
- 「伊勢参の日記」
- 「家事雑記」
- 「太宰管内志八十二巻他著書全九十八巻」

| スタブアイコン | サブスタブ | この項目は、まだ閲覧者の調べものの参照としては役立たない、人物に関連した書きかけの項目です。この項目を加筆・訂正などしてくださる協力者を求めています（P:人物伝/PJ:人物伝）。 |